# Henning Peker
Henning Peker (* 1966 in Halle (Saale)) ist ein deutscher Maler und Schauspieler.

## Leben
Peker verbrachte seine Kindheit und frühe Jugend in der Altmarkstadt Stendal, die er im Alter von 16 Jahren verließ, um eine Ausbildung zum Tischler aufzunehmen. Er studierte von 1989 bis 1992 an der Hochschule für Musik und Theater Felix Mendelssohn Bartholdy, Leipzig. Seit seinem Abschluss 1992 ist er an mehreren Theaterhäusern in Deutschland aktiv und ist seit 2000 als Schauspieler in Fernseh- und Kinoproduktionen zu sehen. Neben der Schauspielerei ist Peker auch als Maler tätig und betreibt ein Atelier in Halle.

## Filmografie (Auswahl)
- 1993: Polizeiruf 110: In Erinnerung an … (Fernsehreihe)
- 1995: Polizeiruf 110: Grawes letzter Fall
- 1996: Polizeiruf 110: Kleine Dealer, große Träume
- 2000: Polizeiruf 110: Tote erben nicht
- 2001: Adelheid und ihre Mörder (Fernsehserie, Folge Ein Ständchen für Heimeran)
- 2001: Tatort: Kalte Wut (Fernsehreihe)
- 2001: Toter Mann
- 2002: Im Namen des Gesetzes (Fernsehserie, Folge Tod am Telephon)
- 2002: Führer Ex
- 2003: Tatort: Väter
- 2003: Das Duo: Stiller Tod (Fernsehreihe)
- 2003: Mein Name ist Bach
- 2003: Good Bye, Lenin!
- 2004: Tatort: Waidmanns Heil
- 2004: Tatort: Herzversagen
- 2005: Tatort: Tiefer Fall
- 2005: The Piano Tuner of Earthquakes
- 2005: Pastewka (Fernsehserie, Folge Der Personalausweis)
- 2006: Hänsel und Gretel
- 2006: Das Duo: Der Sumpf
- 2006: Bettis Bescherung
- 2006: Elbe
- 2007: Tatort: Spätschicht
- 2007: Notruf Hafenkante (Fernsehserie, Folge Die Entführung)
- 2007: Bloch: Der Kinderfreund (Fernsehreihe)
- 2008: Eschede Zug 884
- 2008: Das Feuerschiff
- 2009: Meine Tochter und der Millionär
- 2009: Liebe Mauer
- 2009: Polizeiruf 110: Fehlschuss
- 2009: Mein Kampf
- 2009: Schwerkraft
- 2009: Mensch Kotschie
- 2010: Glückstreffer – Anne und der Boxer
- 2010: Mord mit Aussicht (Fernsehserie, Folge Walzing Matilde)
- 2011: Die Pfefferkörner – Geschmacksverstärker
- 2011: Nacht ohne Morgen
- 2012: Die sechs Schwäne
- 2013: Der letzte Bulle (Fernsehserie, eine Folge)
- 2014: Der Knastarzt
- 2014: Quatsch und die Nasenbärbande
- 2015: Als wir träumten
- 2015: Harter Brocken (Fernsehreihe)
- 2015: Zorn – Vom Lieben und Sterben (Fernsehreihe)
- 2015: Taxi (2015)
- 2015: Herbert
- 2015: Tatort: Hinter dem Spiegel
- 2015: Aus der Kurve
- 2015: Käthe Kruse (Fernsehfilm)
- 2016: Polizeiruf 110: Wölfe
- 2016: Ein starkes Team: Tödliche Botschaft (Fernsehreihe)
- 2016: Tschick
- 2016: Heldt (Fernsehserie, Folge Kalter Hund)
- 2016, 2024: SOKO Leipzig (Fernsehserie, Folgen Heimatlos, Machtspiel)
- 2017: Aus dem Nichts
- 2017: Babylon Berlin (Fernsehserie)
- 2017: Dark (Fernsehserie, eine Folge)
- 2018: In den Gängen
- 2018: Whatever Happens Next
- 2019: Gloria, die schönste Kuh meiner Schwester
- 2019: Polizeiruf 110: Zehn Rosen
- 2019: Walpurgisnacht – Die Mädchen und der Tod
- 2019: SOKO Potsdam (Fernsehserie, Folge Verlorene Söhne)
- 2020: Max und die wilde 7
- 2020: Polizeiruf 110: Totes Rennen
- 2020: Tatort: Funkstille
- 2020: Polizeiruf 110: Tod einer Toten
- 2020: Das Quartett: Das Mörderhaus (Fernsehreihe)
- 2021: Borga
- 2022: SOKO Köln (Fernsehserie, Folge Der Tod kommt selbst ins Wohnmobil)
- 2022: The Ordinaries
- 2022: Polizeiruf 110: Hexen brennen (Fernsehreihe)
- 2023: One for the Road
- 2024: Polizeiruf 110: Unsterblich
- 2024: Die Ironie des Lebens
- 2025: In aller Freundschaft – Die jungen Ärzte (Fernsehserie, Folge Kaputt)